# Мемушай, Ледиан
Ледиан Мемушай (алб. Ledian Memushaj; 7 декабря 1986 года, Влёра) — албанский футболист, полузащитник и тренер.

## Клубная карьера
Ледиан Мемушай — воспитанник итальянского клуба «Сарцанезе» из города Сарцана. За эту команду он выступал с 2003 года в региональной лиги, в 2006 году «Сарцанезе» завоевал право выступать в Серии D. В 2008 году Мемушай перешёл в другой клуб пятой по уровню футбольной лиги Италии «Аоста». В 2009 году он стал игроком команды Высшего дивизиона Профессиональной лиги (третий уровень) «Паганезе», а в 2010 году — клуба Серии А «Кьево». Однако в главной итальянской лиге Мемушай дебютировать за «Кьево» не удалось, он провёл лишь 3 игры за веронцев в Кубке Италии 2010/11. В январе же 2011 года албанец был отдан в аренду «Портогруаро», в то время выступавшему в Серии B.
Летом 2011 года Мемушай заключил контракт с клубом Высшего дивизиона Профессиональной лиги «Карпи», а через год — с «Лечче», выступавшим в той же лиге. Спустя ещё год Мемушай на правах аренды вернулся в «Карпи», впервые в своей истории вышедший в Серию B. Далее он на правах аренды выступал за клуб Серии B «Пескара», с которым позднее он заключил полноценный контракт.

## Карьера в сборной
17 ноября 2010 года Ледиан Мемушай дебютировал за сборную Албании в товарищеском матче против сборной Македонии, заменив на 63-й минуте полузащитника Клодиана Дуро. 29 марта 2016 в товарищеском поединке против сборной Люксембурга Мемушай выступал в роли капитана команды.

## Статистика выступлений

### В сборной
| №  | Дата             | Оппонент             | Счёт | Голы | Пасы | Карточки | Минуты | Соревнование             |
| -- | ---------------- | -------------------- | ---- | ---- | ---- | -------- | ------ | ------------------------ |
| 1  | 17 ноября 2010   | Македония            | 0:0  | —    | —    | —        | 27'    | Товарищеский матч        |
| 2  | 9 февраля 2011   | Словения             | 1:2  | —    | —    | —        | 9'     | Товарищеский матч        |
| 3  | 15 августа 2012  | Молдова              | 0:0  | —    | —    | —        | 45'    | Товарищеский матч        |
| 4  | 15 ноября 2013   | Беларусь             | 0:0  | —    | —    | —        | 20'    | Товарищеский матч        |
| 5  | 3 мая 2014       | Мальта               | 2:0  | —    | —    | —        | 11'    | Товарищеский матч        |
| 6  | 14 ноября 2014   | Франция              | 1:1  | —    | —    | —        | 90'    | Товарищеский матч        |
| 7  | 18 ноября 2014   | Италия               | 0:1  | —    | —    | —        | 90'    | Товарищеский матч        |
| 8  | 29 марта 2015    | Армения              | 2:1  | —    | —    | —        | 45'    | Отбор ЧЕ-2016 (группа I) |
| 9  | 13 июня 2015     | Франция              | 1:0  | —    | —    | —        | 72'    | Товарищеский матч        |
| 10 | 8 октября 2015   | Сербия               | 0:2  | —    | —    | —        | 90'    | Отбор ЧЕ-2016 (группа I) |
| 11 | 11 октября 2015  | Армения              | 3:0  | —    | 1    | —        | 72'    | Отбор ЧЕ-2016 (группа I) |
| 12 | 13 ноября 2015   | Косово               | 2:2  | —    | —    | —        | 81'    | Товарищеский матч        |
| 13 | 29 марта 2016    | Люксембург           | 2:0  | —    | —    | —        | 61'    | Товарищеский матч        |
| 14 | 2 июня 2016      | Украина              | 1:3  | —    | —    | —        | 45'    | Товарищеский матч        |
| 15 | 15 июня 2016     | Франция              | 0:2  | —    | —    | —        | 90'    | ЧЕ-2016 (группа A)       |
| 16 | 19 июня 2016     | Румыния              | 1:0  | —    | 1    | 85'      | 90'    | ЧЕ-2016 (группа А)       |
| 17 | 31 августа 2016  | Марокко              | 0:0  | —    | —    | —        | 30'    | Товарищеский матч        |
| 18 | 5 сентября 2016  | Македония            | 2:1  | —    | 1    | —        | 30'    | Отбор ЧМ-2018 (группа G) |
| 19 | 9 октября 2016   | Испания              | 0:2  | —    | —    | —        | 67'    | Отбор ЧМ-2018 (группа G) |
| 20 | 12 ноября 2016   | Израиль              | 0:3  | —    | —    | —        | 90'    | Отбор ЧМ-2018 (группа G) |
| 21 | 24 марта 2017    | Италия               | 0:2  | —    | —    | 11'      | 90'    | Отбор ЧМ-2018 (группа G) |
| 22 | 28 марта 2017    | Босния и Герцеговина | 1:2  | —    | —    | —        | 59'    | Товарищеский матч        |
| 23 | 4 июня 2017      | Люксембург           | 1:2  | —    | —    | —        | 90'    | Товарищеский матч        |
| 24 | 11 июня 2017     | Израиль              | 3:0  | 71′  | —    | —        | 90'    | Отбор ЧМ-2018 (группа G) |
| 25 | 2 сентября 2017  | Лихтенштейн          | 2:0  | —    | —    | —        | 77'    | Отбор ЧМ-2018 (группа G) |
| 26 | 5 сентября 2017  | Македония            | 1:1  | —    | —    | —        | 45'    | Отбор ЧМ-2018 (группа G) |
| 27 | 6 октября 2017   | Испания              | 0:3  | —    | —    | —        | 90'    | Отбор ЧМ-2018 (группа G) |
| 28 | 9 октября 2017   | Италия               | 0:1  | —    | —    | —        | 76'    | Отбор ЧМ-2018 (группа G) |
| 29 | 13 ноября 2017   | Турция               | 3:2  | —    | —    | 32' 41'  | 41'    | Товарищеский матч        |
| 30 | 7 сентября 2018  | Израиль              | 1:0  | —    | —    | —        | 90'    | Лига наций 2018/2019 (C) |
| 31 | 10 сентября 2018 | Шотландия            | 0:2  | —    | —    | 90'      | 90'    | Лига наций 2018/2019 (C) |
| 32 | 14 октября 2018  | Израиль              | 0:2  | —    | —    | —        | 90'    | Лига наций 2018/2019 (C) |
| 33 | 17 ноября 2018   | Шотландия            | 0:4  | —    | —    | —        | 90'    | Лига наций 2018/2019 (C) |
| 34 | 20 ноября 2018   | Уэльс                | 1:0  | —    | —    | —        | 31'    | Товарищеский матч        |
| 35 | 22 марта 2019    | Турция               | 0:2  | —    | —    | —        | 90'    | Отбор ЧЕ-2020 (группа H) |
| 36 | 25 марта 2019    | Андорра              | 3:0  | —    | 1    | —        | 3'     | Отбор ЧЕ-2020 (группа H) |
| 37 | 10 сентября 2019 | Исландия             | 4:2  | —    | 2    | —        | 90'    | Отбор ЧЕ-2020 (группа H) |
| 38 | 11 октября 2019  | Турция               | 0:1  | —    | —    | 12'      | 72'    | Отбор ЧЕ-2020 (группа H) |

Итого: сыграно матчей: 38 / забито голов: 1; победы: 14, ничьи: 7, поражения: 17. eu-football.info.
Последний матч (на замене): 14 Октября 2019 года — Отбор ЧЕ-2020 (группа H) против Молдавии.